# Amelanchier sinica
Amelanchier sinica är en rosväxtart som först beskrevs av Camillo Karl Schneider, och fick sitt nu gällande namn av Woon Young Chun. Amelanchier sinica ingår i släktet häggmisplar, och familjen rosväxter. Inga underarter finns listade i Catalogue of Life.